# قنفذية رفيعة الأوراق
القنفذية رفيعة الأوراق نوع نباتي يتبع جنس القنفذية من الفصيلة النجمية.

## البيئة والانتشار
ينتشر في وسط الولايات المتحدة.